# Римско градоустройство
Планираните римски градове са построени по обща квадратна схема, аналог на кастра (castra) – римските военни лагери).
В средата на града се намира форум, пазарният площад, където се провеждат съдебни съвещания и политически дебати. Около форума се строят множество храмове, пазарно хале, съдебна сграда и други обществени сгради (като Курията в Рим).
Още при етруските е разпространен четириъгълният уличен растър. За най-ранен теоретик на тези планове се смята гъркът Хиподам от Милет през 5 век пр.н.е. (с така наречената „Хиподамска схема“).
- Карта на централен Рим по времето на Римската империя
- Augusta Trevorum, днес Трир
- Caesaraugusta, днес Сарагоса
- Улица в Помпей